# Neuroglicopenia
Neuroglicopenia é um termo médico que se refere a uma escassez de glicose ou açúcar (glicopenia) no cérebro, geralmente causada por hipoglicemia. A glicopenia afeta as funções dos neurônios e, por conseqüência, as funções cerebrais e o comportamento do indivíduo. Neuroglicopenias prolongadas podem resultar em dano permanente ao cérebro.

## Sinais e sintomas de neuroglicopenia
- Atividade mental anormal, prejuízo do julgamento
- Indisposição não específica, ansiedade, alteração no humor, depressão, choro, medo de morrer
- Negativismo, irritabilidade, agressividade, fúria
- Mudança na personalidade, labilidade emocional
- Cansaço, fraqueza, apatia, letargia, sono, sonho diurno
- Confusão, amnésia, tontura, delírio
- Olhar fixo, visão embaçada, visão dupla e sem visão
- Atos automáticos e sem lógica
- Dificuldade de fala, engolir as palavras e os sons
- Ataxia, descoordenação, às vezes confundido com embriaguez
- Déficit motor, parálise, hemiparesia, cromonatologia
- Estupor, coma, respiração difícil

Nem todas as manifestações anteriores ocorrem em casos de hipoglicemia. Não há ordem certa no aparecimento dos sintomas. Manifestações específicas variam de acordo com a idade e com a severidade da hipoglicemia. Em crianças jovens com hipoglicemia matinal, há vômito freqüentemente acompanhado de cetose. Em crianças maiores e em adultos, a hipoglicemia moderadamente severa pode parecer mania, distúrbio mental, intoxicação por drogas ou embriaguez. Nos idosos, a hipoglicemia pode produzir efeitos parecidos com uma isquemia focal ou mal-estar sem explicação.
Quase sempre a hipoglicemia severa a ponto de ocasionar convulsões ou inconsciência pode ser revertida sem danos ao cérebro. Os casos de morte ou dano neurológico permanente que ocorreram com um único episódio envolvem ocorrências conjuntas de inconsciência não tratada ou prolongada, ou interferência na respiração, ou doenças concorrentes severas ou outros tipos de vulnerabilidade. De qualquer maneira, hipoglicemias severas podem eventualmente resultar em morte ou dano cerebral.Essa doença é relacionada a falta de açúcar no organismo.

## Respostas compensatórias à neuroglicopenia
A maior parte dos neurônios tem a capacidade de usar algumas outras formas de energia além da glicose (por exemplo, ácido lático, cetonas). O conhecimento a respeito da passagem da glicose a outras formas de energia ainda é incompleto. Os sintomas mais severos de neuroglicopenia aparecem em casos de hipoglicemia ocasionada por excesso de insulina, que reduz a disponibilidade de outros combustíveis pela supressão da cetogênese e da gliconeogênese.
Alguns tipos de neurônios especializados encontrados no hipotálamo agem como sensores de glicose, respondendo a mudanças no nível de glicose com o aumento ou a diminuição na taxa de disparo neuronal. Tais neurônios podem induzir a uma variedade de respostas hormonais, autonômas e no comportamento da pessoa em situação de neuroglicopenia. As respostas hormonais e autonômas incluem a liberação de hormônios contra-regulatórios. Também há evidência de que o sistema nervoso autônomo pode alterar o metabolismo de glicose no fígado independentemente de qualquer resposta hormonal.
O ajuste da eficiência no transporte de glicose do sangue, pela barreira sangue-cérebro, até ao sistema nervoso central representa uma terceira forma de compensação, que ocorre mais gradualmente. Os níveis de glicose dentro do sistema nervoso central são normalmente menores do que os do sangue e controlados por um processo de transferência ainda não muito bem compreendido. A hipoglicemia ou hiperglicemia crônica parece resultar em um aumento ou diminuição da eficiência no transferir, para manter os níveis de glicose no SNC dentro de uma faixa ótima.
Em ambos, diabéticos de longa data ou não, o cérebro pode se habituar a níveis baixos de glicose, com redução dos sintomas perceptíveis em momentos de neuroglicopenia. Diabéticos insulinodependentes chamam a neuroglicopenia incondicionalmente de hipoglicemia, e que é um problema clínico importante quando tenta-se melhorar o controle glicêmico desses pacientes. Outro aspecto desse fenômeno ocorre em glicogenose tipo I, onde a hipoglicemia crônica antes do diagnóstico pode ser mais bem tolerada do que episódios agudos após o início do tratamento.

## Neuroglicopenia sem hipoglicemia
Uma doença metabólica rara do transporte de glicose sangue-cérebro foi encontrada, na qual ocorrem efeitos severos de neuroglicopenia apesar dos níveis normais de glicose no sangue. Nesse caso, foram detectados níveis baixos de glicose no fluido cerebroespinal, um distúrbio conhecido como hipoglicorraquia.
Um exemplo bem mais comum do mesmo fenômeno acontece em pacientes com diabetes mellitus do tipo 1 que estão com controle ruim da doença. Neles, os sintomas de hipoglicemia desenvolvem-se a níveis de glicemia que são normais para muitas pessoas.